# 220

## Esdeveniments
- Roma: L'emperador Elagàbal pren per esposa la verge vestal Júlia Aquília Severa, amb el consegüent escàndol a la societat romana.
- Xina: Amb l'abdicació de l'Emperador Xian Di s'acaba la dinastia Han i comença l'època dels Tres Regnes.
- Luoyang (Xina): - Cao Pi, a la mort del seu pare Cao Cao, força l'abdicació de l'emperador i funda l'imperi Cao Wei, un dels Tres Regnes.

## Necrològiques
- 15 de març - Xina: Cao Cao, Canceller de la dinastia Han (n. 155)[1]